# Heinz-Ulrich Walther
Heinz-Ulrich Walther (Stendal, 11 marzo 1943) è un ex pattinatore artistico su ghiaccio tedesco, specializzato nel pattinaggio artistico su ghiaccio a coppie.

## Palmarès

### Coppie con Heidemarie Steiner
| Internazionali                     | Internazionali | Internazionali | Internazionali | Internazionali | Internazionali |
| Evento                             | 1965–66        | 1966–67        | 1967–68        | 1968–69        | 1969–70        |
| ---------------------------------- | -------------- | -------------- | -------------- | -------------- | -------------- |
| Giochi olimpici invernali          |                |                | 4°             |                |                |
| Campionati mondiali                | 9°             | 5°             | 5°             | 5°             | 3°             |
| Campionati europei                 | 8°             | 3°             | 3°             | 4°             | 3°             |
| Prague Skate                       |                | 3°             |                |                |                |
| Nazionali                          |                |                |                |                |                |
| Campionati della Germania dell'Est | 1°             | 1°             | 2°             | 1°             | 1°             |

### Coppie con Brigitte Wokoeck
| Internazionali                     | Internazionali | Internazionali | Internazionali | Internazionali | Internazionali |
| Evento                             | 1959–60        | 1960–61        | 1961–62        | 1962–63        | 1063–64        |
| ---------------------------------- | -------------- | -------------- | -------------- | -------------- | -------------- |
| Giochi olimpici invernali          |                |                |                |                | 11°            |
| Campionati europei                 |                |                | 6°             | 8°             |                |
| Blue Swords                        |                |                |                |                | 1°             |
| Nazionali                          |                |                |                |                |                |
| Campionati della Germania dell'Est | 3°             |                | 1°             | 3°             | 1°             |